# ぎょねこ
ぎょねこは、日本のお笑いトリオ。ワタナベエンターテインメント所属。

## メンバー
- 青木トロッコ（あおきトロッコ、1993年11月2日（31歳） -）ボケ・ネタ作り担当。
  - 本名、青木 大地（あおき だいち）
  - 旧芸名、青木大作戦。
  - 大阪府出身、身長158cm、血液型A型。
  - 唯一大阪出身で関西弁を話す。
  - ゲームを作るのが得意。
  - 高校時代、自身のファンクラブがあった。

- オジマアロー（1994年1月21日（31歳） -）ツッコミ・ネタ作り担当。
  - 本名、小島 英剛（おじま ひでたか）
  - 宮城県出身、身長176cm、血液型AB型。姉が1人いる。

- 勝男（かつお、1993年6月21日（32歳） -）ボケ担当。
  - 本名、佐々木 知洋（ささき かずひろ）
  - 宮城県名取市出身、身長165cm、血液型O型。兄が2人いる。

## 来歴
宮城県出身で、名取市立増田小学校からの幼馴染。2014年1月に青木と勝男でコンビ「ダブルツリー」を結成し、2015年よりお笑い集団仙台ティーライズNEXT G.に所属。仙台市を拠点に活動していた。2016年にオジマが加入して「ぎょねこ」を結成。なおサブユニットとして青木とオジマのコンビ「マカロニカフェ」として活動することもあった。
2017年に上京し、ワタナベコメディスクール26期生となる。2024年には第45回ABCお笑いグランプリ決勝に進出。同年には若手オーディションを勝ち上がり『THE CONTE』に出演した。

## 賞レース戦歴

### キングオブコント
- 2016年 1回戦出場
- 2017年 1回戦出場
- 2018年 1回戦出場
- 2019年 準々決勝進出
- 2020年 準々決勝進出
- 2021年 1回戦出場
- 2022年 1回戦出場
- 2023年 準々決勝進出
- 2024年 準々決勝進出
- 2025年 準決勝進出

### その他
- 2024年 第45回ABCお笑いグランプリ 決勝進出
- 2024年 マイナビLaughter Night 12月度月間チャンピオン [6]
- 2025年 ツギクル芸人グランプリ 決勝進出